# بريط صغير
بريط صغير (الاسم العلمي:Dipcadi minor) هو نوع من النباتات يتبع جنس البريط من الفصيلة الهليونية.